# 국도 제29호선 (핀란드)
국도 제29호선(핀란드어: Valtatie 29, 스웨덴어: Riksväg 29)은 케민마에서 토르니오까지 이어주는 총 연장 16km의 거리를 가진 핀란드의 일반 국도이다. 그러나 이 국도는 E8 고속도로의 일부분인 것으로 드러나고 있다. 그리고 국경에 있는 경계선과 교차로 사이의 1km 구간을 빼더라도 이 구간은 E4 고속도로의 일부분으로 구성되어 있다. 그러니까 이 국도는 핀란드에 놓인 29개의 국도 노선 중에서 가장 짧은 국도이면서, 가장 마지막 번호로 등록되어 있는 것으로 보인다.